# Lückentheorie

La Lückentheorie, théorie du vide juridique en français, est un terme imaginé par le juriste et homme politique Friedrich Julius Stahl (de). Elle est utilisée par Otto von Bismarck afin de régler le conflit constitutionnel prussien à l'avantage du roi. La théorie est que la Constitution prussienne de 1850 ne prévoit pas le cas où le parlement et le roi n'arriveraient pas à trouver un accord dans un domaine : il y a un vide juridique à exploiter. La Lückentheorie affirme que le roi étant le seul à décider de la constitution en Prusse, son avis doit prévaloir sur celui du parlement. Le  ministre-président étant l'exécutant du roi celui-ci a par extension la suprématie face au parlement en cas de conflit.

## Utilisation
En 1861, alors que le parlement est dominé par les libéraux, un projet de réforme de l'armée bute sur l'opposition de ces derniers. La solution semblant inextricable, Otto von Bismarck décide d'utiliser la Lückentheorie pour passer outre à l'opposition du parlement. C'est lors de son désormais célèbre discours du fer et du sang qu'il l'annonce. Il déclare :
« Les grandes questions de notre temps ne se décideront pas par des discours et des votes à la majorité, mais par le fer et le sang »,.
Il ajourne par la suite plusieurs fois le parlement, et gouverne alors sans budget.

## Séparation domaine politique et militaire en Prusse
Le fait que ce soit dans le domaine militaire que le conflit émerge n'est pas anodin. C'est en effet un domaine à part en Prusse est particulièrement sensible. Comme le note Thomas Nipperdey, en Prusse puis dans l'Empire allemand le roi respectivement l'Empereur est le seul dénominateur commun entre l'armée et le domaine politique : ni le ministre-président, ni le ministre de la guerre ne sont les supérieurs des généraux. La guerre franco-allemande de 1870 et surtout la Première Guerre mondiale le mettent en lumière, avec lors de cette dernière la domination de l'Oberste Heeresleitung (OHL) sur le ministre-président Theobald von Bethmann Hollweg.

## Fin de son usage
Après la guerre austro-prussienne de 1866 — que Bismarck arrête en outrepassant la volonté du roi —, il est en mesure de rallier à sa cause les nationaux-libéraux, cela en étroite relation avec la loi sur les indemnités allemande, par laquelle les nationaux-libéraux remercient Bismarck de mettre en place les conditions nécessaires à l'unité allemande, tandis que Bismarck reconnaît la suprématie du parlement en matière budgétaire.